# Heinrich Ludwig Bolze
Heinrich Ludwig Bolze (* 13. Mai 1813 in Brandenburg an der Havel; † 15. Dezember 1888 in Cottbus) war ein preußischer Lehrer und Schriftsteller.

## Werdegang
Bolze wurde als Sohn eines Buchbindermeisters geboren. Vom sechsten bis zum zwölften Lebensjahr lebte er bei seinen Großeltern in Werder (Havel). Dann besuchte er das Gymnasium in Brandenburg an der Havel und nahm Ostern 1832 an der Universität Berlin ein Studium der Mathematik und Naturwissenschaften auf. Seinen Lebensunterhalt sicherte er sich durch Privatunterricht und war so unter anderem fünf Monate Hauslehrer im Haus des Staatsrats Wilkens in Staffelde. Zu Ostern 1834 wechselte er an die Universität Greifswald.
Ab Juli 1836 war er Lehrer am Pädagogium Putbus. Von Ostern 1841 an unterrichtete er an der Saldernschen Realschule in Brandenburg und kam im Oktober des gleichen Jahres als Oberlehrer an die Luisenstädtische Realschule in Berlin. Im Herbst 1845 wurde er Oberlehrer am Friedrich-Wilhelm-Gymnasium in Cottbus, wo er bis zu seinem Eintritt in den Ruhestand zu Ostern 1882 wirkte.
Er war verheiratet mit Marie Schultze (1814–1878), Tochter des Rechnungsrates Gottlob Wilhelm Heinrich Schultze (1780–1841) und dessen Frau Friedericke, geb. Dames (1788–1870). Deren  Tochter Marie (1848–1906) war verheiratet mit Paul Loescher.

## Veröffentlichungen
Literarische Werke
- Galilei. Trauerspiel. Heine, Cottbus 1861.
- Messenhauser. Trauerspiel. Mauke, Jena 1875.
- Im Freien. Drei Gedichte. Mauke, Jena 1875.

Sachbücher
- Lehrbuch der Physik für Schule und Haus. Gebauer, Berlin 1850.
- Glaube und Aberglaube in der neueren Naturwissenschaft. Axt, Danzig 1882.